# Donald Arthur Glaser

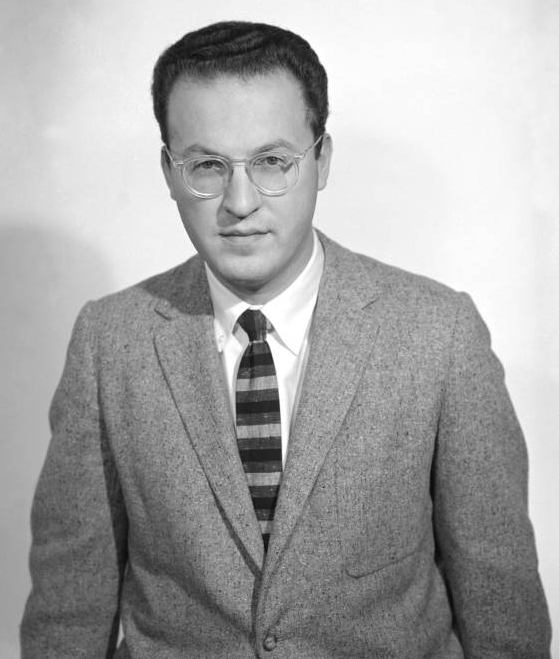
Donald A. Glaser (1960)

Donald Arthur Glaser (* 21. September 1926 in Cleveland, Ohio; † 28. Februar 2013 in Berkeley, Kalifornien) war ein US-amerikanischer Physiker, Molekularbiologe, Neurobiologe und Nobelpreisträger.

## Leben
Donald Arthur Glaser wurde am 21. September 1926 als Sohn des Geschäftsmannes William J. Glaser und seiner Frau Lena Glaser in Cleveland/Ohio geboren. Nach dem Besuch öffentlicher Schulen in Cleveland Heights studierte er Physik und Mathematik am Case Institute of Technology. Nach seinem B.S. 1946 lehrte er ein Semester am Case Institute of Technology. Er ging im Herbst des Jahres an das California Institute of Technology und promovierte dort 1950 in Mathematik und Physik.
Er erhielt bereits 1949 eine Dozentenstelle an der physikalischen Fakultät der Universität von Michigan und wurde 1957 zum Professor ernannt, 1959 wechselte er an die University of California, Berkeley. 1962 wurde er in die National Academy of Sciences, 1997 in die American Philosophical Society und 2003 in die American Academy of Arts and Sciences gewählt.
Glaser heiratete 1960 Ruth Bonnie Thompson, mit der er zwei Kinder hatte: die Kinderärztin Louise Ferris Addison und den CEO eines Unternehmens aus der Computerbranche, William Thompson Glaser. Er heiratete 1975 die Malerin Lynn Bercovitz.

## Werk
Der Forschungsschwerpunkt Glasers in seinen frühen Jahren lag im Bereich der Elementarteilchenphysik, wobei sein Interesse in den experimentellen Techniken lag, die in diesem Bereich hilfreich sein könnten. So konstruierte er mehrere Diffusions-Nebelkammern und Funkenzähler und entwickelte die Ideen, die 1952 in die Erfindung der Blasenkammer mündeten. In den folgenden Jahren entwickelte er weitere Blasenkammertypen für Experimente in der Hochenergiephysik und führte auch selbst Experimente am Cosmotrom des
Brookhaven National Laboratory in New York und dem Bevatron des Lawrence Radiation Laboratory in Kalifornien durch. Er wurde 1960 „für die Erfindung der Blasenkammer“ mit dem Nobelpreis für Physik ausgezeichnet.
Glaser wandte sich 1962 dem Gebiet der Molekularbiologie zu, das ihn bereits seit seinem Studium am CalTech interessiert hatte. Nachdem durch die Erkenntnis, dass die DNA und RNA von Mikroorganismen genauso aufgebaut ist wie die höherentwickelter Lebewesen, die Grundlagen der modernen Biotechnologie gelegt waren, untersuchte Glaser mit seinen Studenten die Kontrollmechanismen der DNA-Synthese in Bakterien. Er konnte auch anhand von mutierten Eizellen des Chinesischen Hamsters eine erhöhte Sensitivität gegenüber ultraviolettem Licht nachweisen, wodurch diese Zellen sich in Krebszellen verwandeln konnten. Die sieben in diesen Prozess involvierten Gene finden sich auch beim Menschen, wobei die gleichen Defekte zu der Krebsform „Xeroderma pigmentosum“ führen.
Als Glaser um 1970 feststellte, dass die Molekularbiologie zwar ein sehr detailliertes Wissen bereitstellte, das aber kaum in der Medizin oder anderen Bereichen angewandt wurde, gründete er mit zwei Freunden das erste Biotechnologie-Unternehmen, die Cetus Corp., Emeryville. Diese begründete diesen Industriezweig, der große Auswirkungen auf Medizin und Landwirtschaft hat, und ihre Mitarbeiter entwickelten später unter anderem die erste praktikable Polymerase-Kettenreaktion (PCR).
Da durch diese Industrialisierung der Biotechnologie der experimentelle Aufwand für die biochemischen und molekularen Technologien sehr schnell zunahm, wandte er sich erneut einem anderen Gebiet zu – der Neurobiologie, speziell dem visuellen System des Menschen. Es handelt sich hier um einen der bestuntersuchten Bereiche des menschlichen Gehirns, dessen „Schaltplan“ sehr gut verstanden wird. So können, ausgehend von Computermodellen des menschlichen Sehens, Vorhersagen über die visuellen Fähigkeiten des Menschen und von Affen getroffen werden, die mit psychophysikalischen und elektrophysikalischen Methoden überprüfbar sind. Diese Modelle führten bereits zu Beschreibungen der Wahrnehmung von Bewegung und Tiefe und führten zur Vorhersage zweier neuer Täuschungseffekte bzgl. der Bewegung, die gegenwärtig von Glasers Forschungsgruppe an Menschen und Affen überprüft werden.

## Auszeichnungen
- Henry-Russell-Preis, Universität Michigan, 1953
- Charles-Vernon-Boys-Preis, Physical Society, 1958
- American-Physical-Society-Preis, 1959
- Nobelpreis für Physik, 1960